# Neige Sinno
Neige Sinno   (Vars, 22 de maig de 1977) és una novel·lista, traductora i professora d'universitat francesa que resideix a Mèxic.

## Trajectòria
Neige Sinno va néixer a Vars i el seu pare és d'origen libanès. Durant la seva infància i adolescència al departament dels Alts Alps, va ser violada pel seu padrastre des dels 7 fins als 14 anys. L'any 2000 va presentar una denúncia amb la seva mare i se'l va condemnar a nou anys de presó.
Després d'estudiar als Estats Units d'Amèrica i a Mèxic, es va doctorar amb una tesi sobre literatura titulada «L'écriture de l'inquiétude dans les nouvelles de Raymond Carver, Richard Ford i Tobias Wolff». Més endavant, va col·laborar amb l'autor de còmics Edmond Baudoin i va publicar el seu primer treball el 2007, un recull de contes sota el títol de La vie des rats. Després va publicar un assaig sobre les figures del lector, titulat Lectores entre líneas: Roberto Bolaño, Ricardo Piglia i Sergio Pitol, que li va permetre guanyar el premi Lya Kostakowsky. La seva primera novel·la, Le camion, va arribar a les llibreries el 2018.
L'any 2023, el seu llibre Trist tigre va causar una notable impressió i va sacsejar el panorama literari francès. El 15 de novembre de 2023, Sinno va anar a Ploërmel per a oposar-se a la retirada de Trist tigre d'un institut catòlic de la localitat: «Eliminar un llibre sobre l'incest d'una biblioteca és una violència més que fomenta el silenci. En un institut de 1.700 alumnes, aquest tipus de maltractament afecta 170 adolescents, i aquesta xifra és sorprenent».